# معتز صالح
معتز صالح عبد ربه (من مواليد 28 مايو 1996)، المعروف باسم معتز صالح، هو لاعب كرة قدم عماني يلعب في نادي ظفار في الدوري المحترفين العماني والمنتخب العماني لكرة القدم كلاعب وسط.

## السيرة المهنية
ظهر صالح لأول مرة مع المنتخب العماني لكرة القدم في مباراة ودية يوم 8 أغسطس 2016 ضد تركمانستان. ضُمَّ إلى تشكيلة المنتخب العماني لكأس آسيا 2019 في الإمارات العربية المتحدة.

## إحصائيات المهنة

### عالمية
إحصائيات دقيقة عن المباريات التي أجريت في 30 ديسمبر 2018
| منتخب عمان | منتخب عمان | منتخب عمان |
| السنة      | المباريات  | الأهداف    |
| ---------- | ---------- | ---------- |
| 2016       | 1          | 0          |
| 2018       | 4          | 1          |
| المجموع    | 5          | 1          |

#### الأهداف العالمية
أهداف ونتائج معتز صالح في منتخب عمان لكرة القدم.
| ر. | التاريخ        | المكان                                 | الخصم     | النتيجة | الحصيلة | مسابقة |
| -- | -------------- | -------------------------------------- | --------- | ------- | ------- | ------ |
| 1. | 13 ديسمبر 2018 | مجمع السلطان قابوس الرياضي، مسقط، عمان | طاجيكستان | 2-1     | فوز     | ودية   |